# Ryn (pustynia)

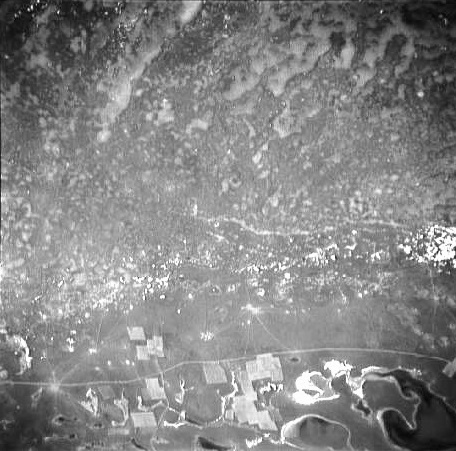
Fragment północnego kraju pustyni Ryn – zdjęcie satelitarne (południe z góry, tam widoczne są piaski, w części północnej są depresje z solniskami poza obrębem pustyni Ryn)

Pustynia Ryn (ros. Рын-пески, lit. "Piaski Ryn") – obszar pustynny na zachodzie Kazachstanu w pobliżu południowych granic Rosji. Jest to jedna z nielicznych pustyń leżących na kontynencie europejskim.

## Granice
Obszar pustyni jest trudny do oszacowania, ze względu na bardzo luźno zdefiniowane granice. W przybliżeniu na północy granicę tej pustyni stanowi Wyżyna Nadwołżańska, a na południu ogranicza ją Morze Kaspijskie (przy czym niektóre mapy zaliczają do pustyni cały rejon depresji Niziny Nadkaspijskiej, a inne ograniczają jej zasięg do ziem na północ od depresji). Granicę wschodnią stanowi zaś rzeka Ural.

## Klimat i mieszkańcy
Ponieważ Ryn leży w strefie klimatu umiarkowanego (odmiana: kontynentalny suchy) otrzymuje bardzo mało opadów. Silne wiatry omiatają cały obszar pustyni unosząc pył i piasek i przenosząc go na olbrzymie odległości. W 2001 roku znaczna ilość ziaren piasku została zaniesiona nad Bałtyk.
Mieszkańcami pustyni są głównie Kazachowie. Jednak z powodu trudnych warunków panujących na tym obszarze, występują tam tylko niewielkie i rozproszone miejscowości, a liczba ludności waha się od 1 do 7-8 os./km².